# Francesco Toldo
Francesco Toldo (Pàdua, Itàlia, 2 de desembre de 1971) és un exfutbolista italià que jugava en la posició de porter. Va desenvolupar la seva carrera sobretot a l'ACF Fiorentina i l'Inter de Milà.

## Trajectòria
Inicià la seva carrera professional a les categories inferiors del AC Milà, tot i que mai arribà a jugar amb el primer equip. Des del'equip milanés fou cedit l'any 1990 a les categories inferiors de l'Hellas Verona, on tampoc arribà a jugar en el primer equip. Finalment debutà a la Lliga italiana de futbol l'any 1991 quan l'AC Milà el cedí al Trento Calcio, on jugà 38 partidos, essent cedit la temporada següent al Ravenna Calcio, on en disputà 31.
Finalment, l'any 1993 fitxà per l'ACF Fiorentina, on fou titular indiscutible durant les vuit temporades que hi jugà. Defensant la porteria florentina guanyà la Copa italiana de futbol de 1996 i 2001, així com la Supercopa italiana de futbol de 1996.
L'any 2001 fitxa per l'Internazionale Milano Football Club on, malgrat haver estat durant molts anys el porter titular, acaba essent el porter suplent de Júlio César Soares Espíndola. A les files interistes, Toldo va guanyar 4 Lligues, 2 Copes i 3 Supercopes.
Toldo ha disputat 28 partits amb la selecció de futbol d'Itàlia, participant a més a la Copa del Món de Futbol de 1998 de França i a la Copa del Món de Futbol de 2002 de Corea del Sud i Japó.

## Palmarès
- 5 Lligues italianes: 2005-06, 2006-07, 2007-08, 2008-09 i 2009-10.
- 5 Copes d'Itàlia: 1996, 2001, 2005, 2006 i 2010.
- 4 Supercopes italianes: 1996, 2005, 2006 i 2008.
- 1 Lliga de Campions: 2009-10